# Yamachiche
Yamachiche è un comune del Canada, situato nella provincia del Québec, nella regione di Mauricie.